# 願い (ATSUSHIの曲)
願い（ねがい）は、EXILE ATSUSHIの楽曲である。作詞はATSUSHI、作曲はArno LucasとJerome Dufourの共作。「世界中の人々が、地球や人間に対して優しくあってほしい」というメッセージが込められた本作は、劇団EXILE第4回本公演「DANCE EARTH〜願い〜」のテーマ曲として使用された。2010年5月19日に「EXILE DIGITAL FANTASY PROJECT」の一環として配信が開始され、同年6月9日に発売されたダブル・マキシシングル『FANTASY』に収録された。以降に発売されたアルバムには、アルバム・バージョンで収録されている。

## 背景・曲の構成
2009年、ATSUSHIは天皇陛下御即位二十年をお祝いする国民祭典で奉祝曲を奉呈した帰りの車の中で「願い」の歌詞を書き下ろした。「奉祝曲を奉呈した事実」から、「これまでにもらった賞や名誉を胸に自分がどんな行動を起こすのか」という自覚と責任への想いが芽生えたATSUSHIは、帰りの車の中で同年に死去したマイケル・ジャクソンが頭に浮かんだとし、自分が、マイケルジャクソンに比べればどれだけちっぽけで、彼ほどの偉大な存在ではないにしても、今度は自分が夢を叶える側の人間としてだけではなく、貢献していく気持ちを持たなければならない。心からそう感じましたと回想している。
歌詞には「世界中の人々が、地球や人間に対して優しくあってほしい」というメッセージを込められておいり、この歌詞がUSAが2006年から続けているプロジェクト「DANCE EARTH」のテーマと共鳴するということから、同年5月から始まった劇団EXILE第4回本公演「DANCE EARTH〜願い〜」のテーマ曲として使用されることとなった。またATSUSHIは、この楽曲がアルバム「願いの塔」を作るきっかけになったともしている。

## リリース・評価
「願い」は、2010年5月19日に「EXILE DIGITAL FANTASY PROJECT」の一環として配信された。2010年6月9日にEXILEのダブルマキシシングル『FANTASY』が発売され、本作を含む「EXILE DIGITAL FANTASY PROJECT」で配信された楽曲が収録された。
2011年3月9日に発売されたEXILEの8thアルバム『願いの塔』にはアルバム・バージョンで収録された。また2012年1月1日に発売されたソロ名義での初のアルバム『Solo』、2012年12月5日に発売されたEXILEのベスト・アルバム『EXILE BEST HITS -LOVE SIDE-』、2019年4月30日に発売されたソロ名義でのベスト・アルバム『TRADITIONAL BEST』にもアルバム・バージョンで収録されている。2012年に中華圏で発売された1stアルバム『Solo』の特典CDには、那英とコラボした「心願 〜願望 ver.〜」が収録された。
『CDJournal』は、本作について全体的にしっとりとしたアレンジだが、ストリングスとATSUSHIのフェイクをともなって駆け上がる終盤は圧巻の説得力だと評している。

## 楽曲の使用例
「願い」は、2010年5月2日から19日にかけて行なわれた劇団EXILE第4回本公演「DANCE EARTH〜願い〜」のテーマ曲として使用された。
プロ野球・千葉ロッテマリーンズの福浦和也選手は、打席に入る際の登場曲として本作を使用している。